# Блэк, Дебби
Дебби Блэк (англ. Debbie Black; род. 29 июля 1966 года, Филадельфия, штат Пенсильвания, США) — американская профессиональная баскетболистка, выступала в женской национальной баскетбольной ассоциации. Была выбрана на драфте ВНБА 1999 года во втором раунде под пятнадцатым номером командой «Юта Старз». Играла на позиции разыгрывающего защитника. После окончания профессиональной карьеры вошла в тренерский штаб команды NCAA «Вандербильт Комодорс». В последнее время являлась главным тренером студенческой команды «Истерн Иллинойс Пантерс».

## Ранние годы
Дебби Блэк родилась 29 июля 1966 года в городе Филадельфия (штат Пенсильвания), а училась она там же в средней школе имени архиепископа Джеймса Вуда, в которой выступала за местную баскетбольную команду.